# Flaggruten
Flaggruten er en hurtigbådsforbindelse på vestkysten af Norge mellem Bergen og Stavanger. I dag går der tre skibe i ruten, hurtigbådene M/S «Vingtor», M/S «Vindafjord» og M/S «Fjordbris». Anløbshavne (fra nord til syd): Bergen Strandkaiteminalen – Flesland (Lufthavn) – Rubbestadneset – Hufthamar – Leirvik – Mosterhamn – Haugesund – Kopervik – Føresvik – Stavanger Fiskepirterminalen. 
I 1999 forliste «MS Sleipner» nord af Haugesund og 16 passagerer omkom.